# Gottlob Kranz
Gottlob Kranz (auch Krantz, * 24. Februar 1660 in Haugsdorf, Kurfürstentum Sachsen; † 25. Dezember 1733 in Breslau) war ein deutscher Pädagoge und Historiker.

## Leben
Kranz war Sohn eines lutherischen Pfarrers. Er ging zunächst in Lauban zur Schule. Anschließend nahm er ein Studium an den Universitäten Helmstedt und Leipzig auf. In Leipzig studierte er insbesondere Rechtswissenschaften.
Kranz erhielt 1684 einen Ruf von Herzog Silvius Friedrich von Württemberg-Oels an dessen neugegründetes Oelser Gymnasium. Dort verblieb er jedoch nur ein Jahr. Bereits 1685 wechselte er an das Elisabeth-Gymnasium in Breslau, an dem er zunächst als Präzeptor tätig war, anschließend ab 1688 als Quintus. Ab 1700 war er Prorektor der Anstalt und von 1709 bis zu seinem Tod 1733 deren Rektor. Daneben hatte er das Amt des Bibliothekars der Einrichtung inne. 1709 wurde er Schulinspektor aller evangelischen Schulen in Breslau.
Kranz, der als Mitglied in die Preußische Akademie der Wissenschaften aufgenommen wurde, galt als tüchtiger und zugleich streitbarer Historiker. Er hielt in theologischen Fragen zu Wittenberg, galt als Gegner von Christian Thomasius und stellte sich unter anderem auch deshalb gegen die Berufung Christian Wolffs als dritter Professor am Elisabeth-Gymnasium.

## Publikationen (Auswahl)
- Pannoniam Suppressam Et Restitutam. Baumann, Breslau 1697. (Digitalisat)
- Memorabilia Bibliothecae publicae Elisabetanae Wratislaviensis a fundatore Rehdigerianae dictae. Steck, Breslau 1699. (Digitalisat)
- Compendium historiae civilis ab orbe condito usque ad annum seculi XVIII vigesimum. Blessing, Breslau 1721. (Digitalisat)
- Historia Ecclesiastica A Christo Nato Ad Nostra Usque Tempora, Singulorum Seculorum Ecclesiae Statum In Communi, Incrementa, Lumina, Adversitates Et Concilia Sistens, Adiectis Ex Fontibus Genuinis Annotatonibus. Schill, Leipzig 1736. (Digitalisat) (Posthum durch Johann Kaspar Gemeinhardt herausgegeben).